# Kalkin

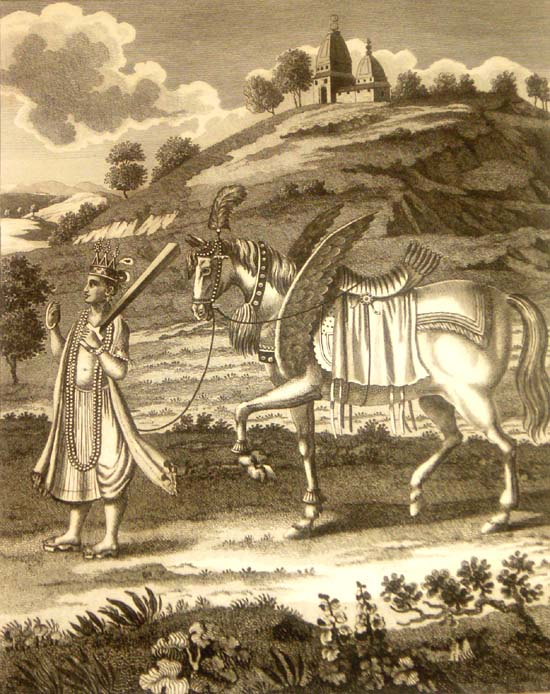
Wyobrażenie Kalkina z 1790r

Kalki (dewanagari कल्कि, trl. kalki, biel), odmieniane także jako Kalkin, Kal, lub Karki, to przepowiedziane dziesiąte wcielenie Wisznu, będące ostatnią z inkarnacji Stwórcy. Wisznuizm informuje, że w tym wcieleniu ludzka postać przybrana zostaje w celu ostatecznego uporządkowania wszelkich spraw, a także wskazania Ludzkości kierunku, nawracając ich tym samym, by odróżniali co dobre od zła, korzystali z rozumu, oraz rozsądku, a także żyli Oni zgodnie  z wartościami moralnymi, etyką, oraz postępowali w sposób interpretowany przez ludzkie rozumowanie jako „te dobre”.

## Etymologia
Imię Kalki pochodzi od słowa Kal, oznaczającego „Czas”, natomiast za pierwotny termin od którego pochodzi samo Imię uznaje się słowo Karki, oznaczające „Biel”, które to z upływem czasu ewoluowało do współczesnych form, czyli Kalki, lub Kalkin. Zostało to potwierdzone dzięki aż dwóm znalezionym wersjom rękopisów „Mahabharata”( tj. m.in. rękopis G3.6), w których księgi Wersetów Sanskryckich odnoszą się do Inkarnacji Wcieleń Boskich jako „Karki”

## Nowa era
Kalkin to postać mesjanistyczna, której nadejście będzie zwiastować koniec obecnej kosmicznej ery zła, kalijuga, i rozpoczęcie nowego złotego wieku, czyli satjajugi. Według puran objawi się on jako wojownik na białym koniu z mieczem aby zniszczyć zło oraz oddać ziemię „dwakroć urodzonym" dwidźa.